# Roberto Amadio
Roberto Amadio (ur. 10 lipca 1963 w Portogruaro) – włoski kolarz torowy i szosowy, złoty medalista torowych mistrzostw świata.

## Kariera
Największy sukces w karierze Roberto Amadio osiągnął w 1985 roku, kiedy wspólnie z Massimo Brunellim, Gianpaolo Grisandim i Silvio Martinello wywalczył złoty medal w drużynowym wyścigu na dochodzenie. Na rozgrywanych rok wcześniej igrzyskach olimpijskich w Los Angeles w tej samej konkurencji Włosi zajęli czwartą pozycję, przegrywając walkę o brązowy medal z reprezentantami RFN. Amadio startował także w wyścigach szosowych, brał między innymi udział w Tour de France w 1987 i 1988 roku, ale nie ukończył rywalizacji. Ponadto trzykrotnie zdobywał złoty medal na torowych mistrzostwach Włoch: w 1982 roku był najlepszy w wyścigu punktowym a w dwóch kolejnych latach zwyciężał w drużynowym wyścigu na dochodzenie.